# 奥迪A5

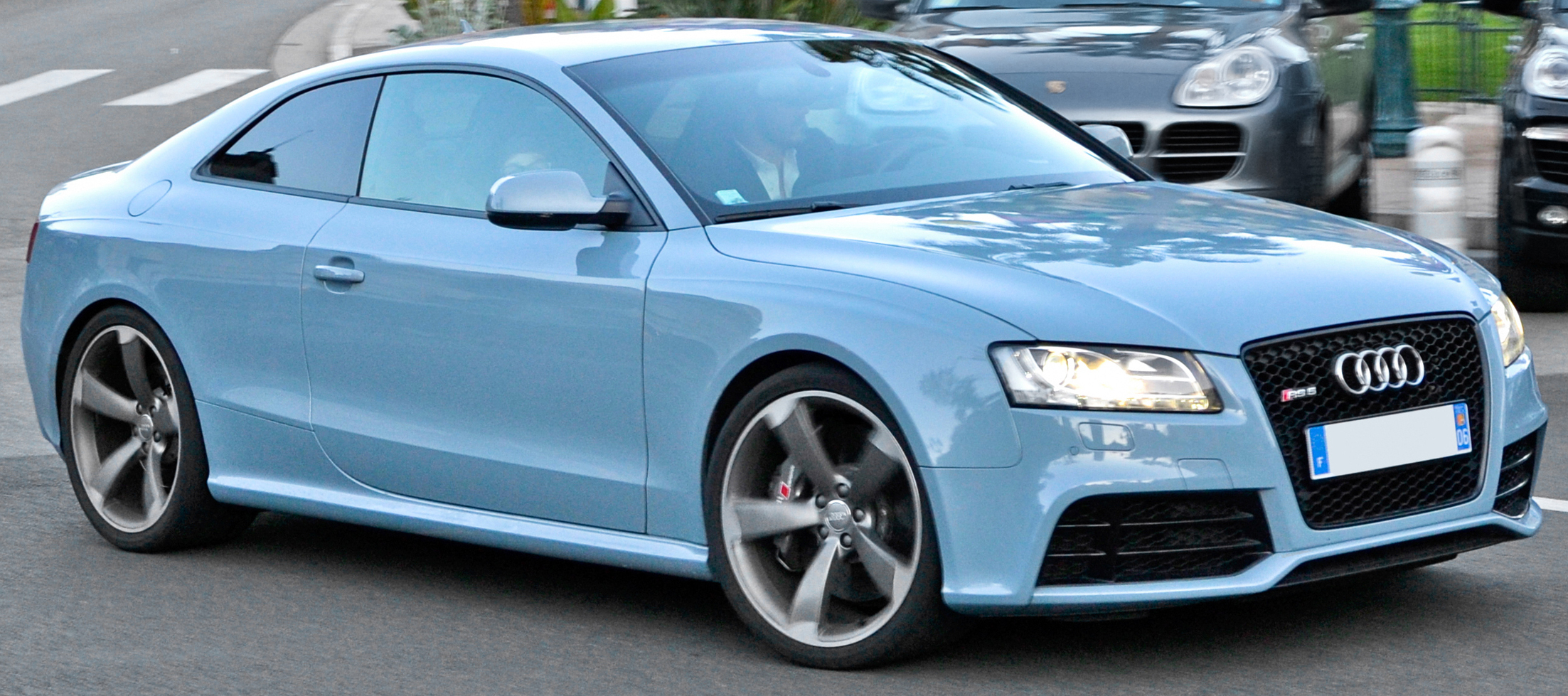
奥迪RS5

奧迪A5（Audi A5）是德國汽車製造商奧迪所生產的一個轎跑車系， 由2007年3月開始生產的一款雙門跑車。

## 第一代（2007－2016）

### 初始版本
A5於2007年3月日內瓦車展亮相，標誌著奧迪在基於奧迪80的轎跑車（B3/B4）於1996年停產後重返緊湊型行政轎跑車市場。2006年5月10日，奧迪確認A5將投入生產。B6/B7款A4包含敞篷車型，但沒有轎跑車。在第四代A4（B8）中，奧迪決定將敞篷跑車、新轎跑車和四門快背轎車分割成一個獨立的品牌A5。
它與奧迪A4共享大眾汽車B5平台，第一代的A5實際也屬於B8系列。

### Coupé（8T3）
A5和S5的設計是基於Nuvolari quattro概念車。A5和S5 Coupé於2007年3月6日在日內瓦國際車展和墨爾本國際車展同時亮相。

### Cabriolet（8F）
Audi A5 和 S5 Cabriolet（敞篷車）於 2009 年初開始生產。

### Sportback（8T8）
A5 Sportback 採用四扇無框車門和修長收窄的溜背式車頂線條，使其具有「四門轎跑車」般的外觀。雖然外觀設計與 A5 轎跑車有許多相似之處，但 Sportback 的內裝與 A4 轎車相似。雖然所有 A5 車型都與 A4 共享平台，但 Sportback 的設計更接近 A4，而非 A5 家族的其他車型。

### S5（2007)
2007年奧迪開始生產A5基礎上開發出來的雙門跑車奧迪S5。

### RS5（2010)
2010年－2015年間則生產過雙門跑車奧迪RS5。

## 第二代（2016－2024）
基於福斯集團MLB平台的第二代 A5 和 S5 Coupé 於 2016 年 6 月 2 日發布。

### A5（B9）
2016年生產的第二代A5則屬於B9系列。

## 第三代（B10，2024－）
2024 年 7 月 16 日，奧迪用第三代 A5/S5 取代了 A4/S4 房車 Saloon 和旅行車 Avant，這是奧迪為電動車分配雙數、為燃油車分配單數的新策略之一。
A5（B10）是首款基於 Premium Platform Combustion（PPC）的車型。與所有基於PPC和PPE的車型一樣，它採用大眾旗下子公司Cariad開發的E3 1.2軟體平台。
第三代 A5（B10）與上個世代的A4、A5（B9）做個對比，車身尺碼從A4（B9）的 4762 * 1847 * 1428 mm、A5（B9）的4757 * 1843 * 1386 mm，增加到新一代A5（B10）的 4829 *1860 * 1444 mm。

### 旅行車 Avant
2024年7月16日，奥迪用 A5/S5 掀背車和旅行车取代了 A4/S4 轿车和旅行车，这是奥迪未來战略的一部分，该战略将偶数分配给电动汽车以及将奇数分配给燃油车。与之前的车型不同，将不再提供轿跑车和敞篷车，但将继续提供运动型轿车。

### 中國市場
而中國長軸距車型奧迪A4L會追隨海外更名為奧迪A5L而奥迪A6L则维持原有名称。

## 外部連結
- Audi RS5 2010 - First Official Pics
- Audi RS5 2013 U.S. version - RS5 owners pics, videos and links
- Official Audi A5 microsite